# 永田山
永田山（ながたやま、英語: Mount Nagata）は、南極大陸東部（東南極）、ヴィクトリアランドにある山。
日本の地球科学者、永田武にちなむ。

## 地理
ボウワーズ山脈 (Bowers Mountains) にある、大部分を雪に覆われた標高2140mの山である。

## 歴史・名称
アメリカ合衆国の南極地名諮問委員会 (US-ACAN) によって、1984年に名づけられた。 永田武（1913年 - 1991年）は、岩石磁気学のパイオニアである。